# Udmurt nyelv
Az udmurt (saját nyelvükön: удмурт кыл – [udmurt kɨl], korábbi orosz nevén: votják) az uráli nyelvcsalád finnugor nyelveinek egyik tagja, ezen belül is a permi nyelvek közé tartozik. Legközelebbi rokona a komi nyelv. A marival, a csuvassal, a tatárral és a baskírral együtt a Volga–Káma nyelvszövetséghez tartozik. Agglutináló, azaz ragozó nyelv, ahogyan a többi finnugor nyelv is az. A magyar nyelvet leszámítva az összes finnugor nyelvvel szintén közös vonása a névelő hiánya. Az udmurtban nemek szerinti felosztás sem létezik. A tagadáskor külön tagadóigével rendelkezik (mely szintén eléggé elterjedt a többi finnugor nyelvnél), ennek alkalmazását lásd az igeragozásánál.
Az udmurt nyelv az orosz mellett hivatalos nyelvnek számít Udmurtföldön. Az udmurt nyelv beszélői udmurt–orosz kétnyelvűek, nagyon ritka manapság az olyan udmurt, aki csak az anyanyelvét ismerné (az idősek között találni még ilyet). Beszélői száma alapján az udmurt Európában a máltaival és a mingréllel áll egy sorban, így a földrész nyelvei között körülbelül az 50–55. helyen állhat. Az UNESCO listáján veszélyeztetett nyelvként szerepel.

## A beszélők száma

Udmurtföld elhelyezkedése

Oroszországban a 2002. évi népszámláláskor 636 906 udmurt élt, (11%-kal kevesebb, mint 1989-ben), de csak mintegy 73%-uk, azaz hivatalosan 463 837 fő beszélte az udmurt nyelvet. Az Udmurtiában élő udmurtok lélekszáma 2002-ben 497 ezer fő volt, ebből 429 411 fő beszélt udmurtul. A környező területek közül Tatárföldön 25 ezren, Baskíriában 25 ezren élnek, a Kirovi és a Szverdlovszki területen számuk 20-20 ezer körül van, a Permi területen 32 ezren, Mari Elben 2200-an élnek (1989-es adatok, de ezek nem változtak nagy mértékben 2002-ig). Közel 90 ezer udmurt nemzetiségű ember a volt Szovjetuniónak a mai Oroszországon kívüli területein, például Észtországban és Kazahsztánban él.
Az udmurt nyelvet ismerők pontos száma a 2002-es orosz népszámlálás alapján (a jelentősebb területeken):
- Udmurtia – 429 411 fő
- Tatárföld – 7440 fő
- Baskíria – 1501 fő
- Oroszország egyéb területei (Permi, Kirovi, Szverdlovszki Terület) – 20 680 fő
- Mari El – 913 fő
- Ukrajna – 226 fő
- Csuvasföld – 191 fő
- Mordvinföld – 43 fő

## Azudmurtnév eredete
Az udmurt nép és nyelv elnevezésének több különböző változata is ismert, udmort, ukmort, utmort. Az ud- feltételezett jelentése: kaszáló, rét, mező (Ez csak a komiban van meg, az udmurtban nem használatos). A murt a mai nyelvben elsősorban ’idegen’-t jelent, de egyes kapcsolatokban még ’ember’ jelentésben is előfordul: komi megfelelője, a mort ’ember’ jelentésű: minden bizonnyal ez az eredeti jelentés. A nép neve eredetileg azt jelenthette: ’mezei ember’. Ez az etimológia meglehetősen bizonytalan, de ennél meggyőzőbb egyelőre nem áll a rendelkezésünkre.
A marik az udmurtokat odo–marijnak, azaz ’odo–embereknek’ hívták.
A 13. századi orosz krónikák vjada néven említik az udmurtokat, ez feltehetően a Vjatka névvel függ össze. Az 1920-as évekig előtt a hivatalos nevük votják volt. Ennek első része az udmurt ud- elemének felel meg (a v- inetimologikus, epentetikus: korábban a népnév ot, otin, otják alakban is előfordult), a -ják népnévképző. A 18-19. században ezt az elnevezést használták a finnugrisztikai szakirodalomban, a 20. század második felében azonban fokozatosan az udmurt vált gyakoribbá (a finn és az észt nyelvű szakirodalomban ez a folyamat előrébb jár, mint a magyarban).
A tatárban és a csuvasban a hivatalos udmurt megnevezés mellett arnak is hívják az udmurtokat, eredetileg ez a szó is ’férfi’-t jelent.

## Ábécé
A nyelvet cirill írással írják, melynek ábécéje a következő:
| А а | Б б | В в | Г г | Д д | Е е | Ё ё |
| Ж ж | Ӝ ӝ | З з | Ӟ ӟ | И и | Ӥ ӥ | Й й |
| К к | Л л | Л л | М м | Н н | О о | Ӧ ӧ |
| П п | Р р | С с | Т т | У у | Ф ф | Х х |
| Ц ц | Ч ч | Ӵ ӵ | Ш ш | Щ щ | Ъ ъ | Ы ы |
| Ь ь | Э э | Ю ю | Я я |     |     |     |

## Hangtan

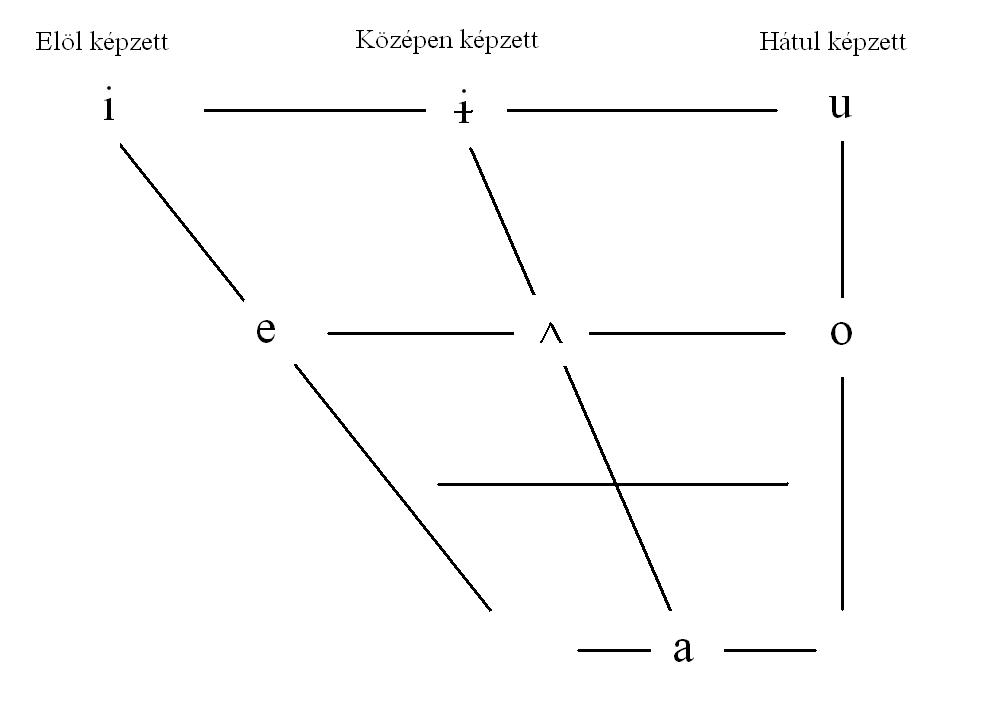
Az udmurt nyelv magánhangzói

Az udmurt irodalmi nyelvben 7 magánhangzó és 26 mássalhangzó-fonéma van. A magánhangzók hosszúságának nincs jelentésmegkülönböztető szerepe, nincsenek továbbá kettőshangzók (diftongusok) sem; két egymás melletti magánhangzó két külön szótaghoz tartozik. Hosszú mássalhangzó-fonémák is csak elvétve fordulnak elő.
|                     | Labiális | Labiális | Dentális | Dentális | Palatális | Palatális | Alveoláris | Alveoláris | Palato-veláris | Palato-veláris |
| ------------------- | -------- | -------- | -------- | -------- | --------- | --------- | ---------- | ---------- | -------------- | -------------- |
|                     | Zgtlen   | Zöngés   | Zgtlen   | Zöngés   | Zgtlen    | Zöngés    | Zgtlen     | Zöngés     | Zgtlen         | Zöngés         |
| Explozíva           | p        | b        | t        | d        | c         | ɟ         |            |            | k              | g              |
| Spiráns             |          | v        | s        | z        | ɕ         | ʑ         | ʃ          | ʒ          |                | j              |
| Affrikáta           |          |          |          |          | t͡ɕ        | d͡ʑ        | t͡ʃ         | d͡ʒ         |                |                |
| Nazális             |          | m        |          | n        |           | ɲ         |            |            |                |                |
| Likvida – laterális |          |          |          | ɫ        |           | ʎ         |            |            |                |                |
| Likvida – tremuláns |          |          |          |          |           |           |            | r          |                |                |

### Kiejtés
A későbbiekben az ebben a táblázatban látható átírás alapján lehet az udmurt cirill betűs szövegeket olvasni. Az ábécé ebben a táblázatban az udmurt ábécét követi.
| Cirill betű | Setälä-féle átírás | IPA             | Kiejtés |
| ----------- | ------------------ | --------------- | --- |
| а           | a                  | [ɑ]             | illabiális, alsó nyelvállású, veláris magánhangzó (kb. magyar á, röviden) |
| б           | b                  | [b]             | b |
| в           | v                  | [v]             | v |
| г           | g                  | [g]             | g |
| д           | d                  | [d], [ɟ]        | d, gy |
| е           | e                  | [e], [ʲe], [je] | e, д, з, л, н, с, т után a megelőző mássalhangzó palatalitását jelöli, szó elején, magánhangzó, továbbá kemény- és lágyságjel után pedig je-t                                                                         |
| ё           | jo                 | [ʲo], [jo]      | o, д, з, л, н, с, т után a megelőző mássalhangzó palatalitását jelöli, szó elején, magánhangzó, továbbá kemény- és lágyságjel után pedig jo-t                                                                         |
| ж           | ž                  | [ʒ]             | zs [=ž] |
| ӝ           | dž                 | [ d͡ʒ]           | dzs (kakuminális) |
| з           | z, ź               | [z], [ʑ]        | z, ill. lágy, zs-szerű hang. |
| ӟ           | dź                 | [d͡ʑ]            | lágyabb dzs [=dź] |
| и           | i                  | [i] [ʲi]        | i, д, з, л, н, с, т után a megelőző mássalhangzó palatalitását jelöli |
| ӥ           | i                  | [i]             | i, kizárólag д, з, л, н, с, т után használatos |
| й           | j                  | [j]             | j |
| к           | k                  | [k]             | k |
| л           | l                  | [ɫ], [ʎ]        | kemény l (angol dark l), ill. palóc nyelvjárási ly |
| м           | m                  | [m]             | m |
| н           | n                  | [n], [ɲ]        | n, ill. ny |
| о           | o                  | [o]             | o |
| ӧ           | ö                  | [ə]             | ö-szerű, illabiális, veláris magánhangzó (román ă) |
| п           | p                  | [p]             | p |
| р           | r                  | [r]             | r |
| с           | s,, ś              | [s], [ɕ]        | sz |
| т           | t                  | [t], [c]        | t, ill. ty |
| у           | u, w               | [u], [w]        | u, ill. szóeleji k után, másik magánhangzó előtt az angol w-re emlékeztető, bilabiális v |
| (ф)         | f                  | [f]             | f (kizárólag orosz jövevényszavakban) |
| (х)         | h                  | [x]             | kemény h, mint a doh végén (kizárólag orosz jövevényszavakban) |
| (ц)         | c                  | [t͡s]            | c (kizárólag orosz jövevényszavakban) |
| ч           | ć                  | [t͡ɕ]            | lágyabb cs |
| ӵ           | č                  | [t͡ʃ]            | cs (kakuminális) |
| ш           | š                  | [ʃ]             | s |
| (щ)         | ś(ś)               | [ɕ], [ɕː]       | lágyabb, gyakran hosszú s (kizárólag orosz jövevényszavakban) |
| ъ           | –                  | –               | keményjel (önálló hangértéke nincs) |
| ы           | y                  | [ɨ]             | ü-szerű, illabiális, veláris megánhangzó (román î) |
| ь           | –                  | [ʲ]             | lágyjel – azt jelöli, hogy az előtte álló mássalhangzó palatális (lágy) (önálló hangértéke nincs) |
| э           | e                  | [e]             | e, kizárólag д, з, л, н, с, т után használatos |
| ю           | (j)u               | [ʲu], [ju]      | u, д, з, л, н, с, т után a megelőző mássalhangzó palatalitását jelöli, szó elején, magánhangzó, továbbá kemény- és lágyságjel után pedig ju-t                                                                         |
| я           | (j)a               | [ʲa], [ja]      | illabiális, alsó nyelvállású, veláris magánhangzó (kb. magyar á, röviden), д, з, л, н, с, т után a megelőző mássalhangzó palatalitását jelöli, szó elején, magánhangzó, továbbá kemény- és lágyságjel után pedig ja-t |

### Hangsúly
Az udmurt nyelvben a hangsúly a jellegét tekintve kvantitatív-dinamikus és általában az utolsó szótagra esik. A hangsúlyos szótag mintegy másfélszer hosszabb a hangsúlytalan szótagnál. A hangsúlyozásnak jelmegkülönböztető szerepe lehet az igeragozásban. A kijelentő mód és a felszólító mód esetében az ige végén lévő hangsúly a kijelentő módot jelöli, míg az első szótagi hangúly a felszólító módot vagy a konnegatívuszi formát. Az első szótagra esik a hangsúly a kijelentő mód tagadó alakjaiban, az ikerített melléknevek első tagjaiban és a határozószavakban. Bármelyik szótag hangsúlyos lehet viszont az ог [og], оло- [olo-] , но- [no-], коть [koc] előtagú névmások és határozószók, valamint a ваньмы [vɑɲmɨ], ваньды [vɑɲdɨ] 'mi, ti mind' névmás és a hangutánzó-hangfestő szavak előfordulásakor.

## Alaktan
Az udmurtban két szám van: egyes és többes szám. Az egyes szám a ragozás során jelöletlen.

### Többes szám
Az udmurt nyelvben a többes szám jele magánhangzóra végződő szavak esetán -ос [-os], mássalhangzóra végződő szavak esetén a -ъёс [jos]. A cirill betűs írás miatt lágy mássalhangzós végződés esetén ez a két rag más alakú is lehet, de a hangalakjuk változatlan marad:
Normális mássalhangzós végződés: гурт [gurt] – гуртъёс [gurtjos] – „falu” – „falvak”
lágy mássalhangzós végződés: гурезь [gurez̡] – гурезьёс [gurez̡jos] – „hegy” – „hegyek”
Melléknévben szereplő többes szám esetén a többes szám jele -eсь [-eś]:
чебер корка [ʨeber korkɑ] – чебересь коркаос [ʨeberes̡ korkɑos] – „szép ház” – „szép házak”

### Főnévragozás

#### Esetragok
Az udmurtban 15 esetrag van. Ezeket a ragokat minden főnévként használt szó felveheti, egyes és többes számban egyaránt.
Többes számú ragozás esetén a szótő – többes szám jele – rag sorrend érvényesül (mint a magyarban is: ház–ak–ban).
| Eset           | Egyes szám          | Magyarul                     | Többes szám               | Magyarul                         |
| -------------- | ------------------- | ---------------------------- | ------------------------- | -------------------------------- |
| Nominativus    | гурт [gurt]         | falu                         | гуртъёс [gurtjos]         | falvak                           |
| Accusativus    | гуртэз [gurtez]     | falut                        | гуртъёсты, гуртъёсыз      | falvakat                         |
| Genitivus      | гуртлэн [gurtlen]   | falunak a…                   | гуртъёслэн [gurtjoslen]   | falvaknak a…                     |
| Ablativus      | гуртлэсь [gurtles̡]  | falunál …-bb falunak a …-ból | гуртъёслэсь [gurtjosles̡]  | faluknál ..-bb falvaknak a …-ból |
| Dativus        | гуртлы [gurtlɨ]     | falunak                      | гуртъёслы [gurtjoslɨ]     | falvaknak                        |
| Caritivus      | гурттэк [gurttek]   | falutlan                     | гуртъёстэк [gurtjostek]   | falvak nélkül                    |
| Adverbialis    | гуртъя [gurtjɑ]     | falusi                       | гуртъёсъя [gurtjosjɑ]     | falvak szerinti                  |
| Instrumentalis | гуртэн [gurten]     | faluval                      | гуртъёсын [gurtjosen]     | falvakkal                        |
| Approximativus | гуртлань [gurtlɑɲ]  | falu felé                    | гуртъёслань [gurtjoslɑɲ]  | falvak felé                      |
| Inessivus      | гуртын [gurtɨn]     | faluban                      | гуртъёсын [gurtjosɨn]     | falvakban                        |
| Illativus      | гуртэ [gurte]       | faluba                       | гуртъёсы [gurtjosɨ]       | falvakba                         |
| Elativus       | гуртысь [gurtɨs̡]    | faluból                      | гуртъёсысь [gurtjosɨs̡]    | falvakból                        |
| Transitivus    | гуртэтӥ [gurteti]   | falun át, keresztül          | гуртъёстӥ [gurtjosti]     | falvakon át, keresztül           |
| Terminativus   | гуртозь [gurtoz̡]    | faluig                       | гуртъёсозь [gurtjosoz̡]    | falvakig                         |
| Egressivus     | гуртысен [gurtɨs̡en] | falutól                      | гуртъёсысен [gurtjosɨs̡en] | falvaktól                        |

Egyes szavak esetében csekély mértékű eltérés található a ragozás során. ilyen szó például a корка [korkɑ] „ház” szó. Az inessivus esetén ez a szó коркан [korkɑn] alakban, elativusban коркась [korkɑs̡] alakban ragozódik.
Az alapszókincsbe tartozó szavak között van néhány, amelyek kivételek a ragozás során. Ezekben a szavakban a ragok előtt a szó végi mássalhangzó kibővül (-m-mel vagy -k-val). Ennek nyelvtörténeti okai vannak. Ilyen változások fordulnak elő:
| Szó           | Szótő             | Iness.              | Magyar          |
| ------------- | ----------------- | ------------------- | --------------- |
| син [s̡in]     | синм- [s̡inm-]     | синмын [s̡inmɨn]     | szemben         |
| пуш [puʃ]     | пушк- [puʃk-]     | пушкын [puʃkɨn]     | belül, belsőben |
| ин [in]       | инм- [inm-]       | инмын [inmɨn]       | égen            |
| нюлэс [ɲules] | нюлэск- [ɲulesk–] | нюлэскын [ɲuleskɨn] | erdőben         |

### Melléknevek
Az udmurt nyelvben a melléknevek ugyanúgy viselkednek, mint a főnevek, ugyanazokat a ragokat kaphatják meg. Állhatnak jelzőként és állítmányként is. Egyetlen különbség van csak a főnevek és a mellélknevek között, ez pedig az -есь [-es̡] többes számú jel a mellékneveknél, ezt főnév nem kaphatja. Egyben ez az egyetlen eset, amikor a melléknév és a főnév, azaz a jelző és a jelzett szó egyeztetve van az udmurtban, máskor nem áll ez fenn.

#### A melléknevek fokozása
- Az alakfoknak nincs külön jele: чебер [ʨeber] – „szép”
- A középfok jele a -гес [-ges] [11] / -гем [gem]:

чебергес [ʨeberges] / чебергем [ʨebergem] – „szebb”
- Felsőfok esetén analitikus szerkezettel fejezik ki a mellékneveket:

самой чебер [sɑmoj ʨeber] – „legszebb” (orosz formulával)
ваньмызлэсь чебер [vɑɲmɨzles̡ ʨeber] – „mindennél szebb”
туж чебер [tuʒ ʨeber] – „nagyon szép”
чебер-чебер [ʨeber-ʨeber] – „szép-szép”
чеберлэсь но чебер [ʨeberles̡ no ʨeber] – „a szebbnél is szebb”

### Számnevek
| Szám      | Tőszámnév            | Sorszámnév                 |
| --------- | -------------------- | -------------------------- |
| 1         | одӥг [odig]          | нырысетӥ [nyrys̡eti]        |
| 2         | кык [kɨk]            | кыкетӥ [kɨketi]            |
| 3         | куинь [kwiɲ]         | куинетӥ [kwiɲeti]          |
| 4         | ньыль [ɲɨʎ]          | ньылетӥ [ɲɨʎeti]           |
| 5         | вить [vit̡]           | витетӥ [vit̡eti]            |
| 6         | куать [kwat̡]         | куатетӥ [kwat̡eti]          |
| 7         | сизьым [s̡iz̡ɨm]       | сизьыметӥ [s̡iz̡ɨmeti]       |
| 8         | тямыс [t̡ɑmɨs]        | тямысэтӥ [t̡ɑmɨseti]        |
| 9         | укмыс [ukmɨs]        | укмысэтӥ [ukmɨseti]        |
| 10        | дас [dɑs]            | дасэтӥ [dɑseti]            |
| 11        | дас одӥг [dɑs odig]  | дас одӥгетӥ [dɑs odigeti]  |
| 12        | дас кык [dɑs kɨk]    | дас кыкетӥ [dɑs kɨketi]    |
| 20        | кызь [kɨz̡]           | кызетӥ [kɨz̡eti]            |
| 30        | куамын {[kwɑmɨn]     | куамынэтӥ [kwɑmɨneti]      |
| 40        | ньыльдон [ɲɨʎdon]    | ньыльдонэтӥ [ɲɨʎdoneti]    |
| 50        | витьтон [vit̡ton]     | витьтонэтӥ [vit̡toneti]     |
| 60        | куатьтон [kwɑt̡ton]   | куатьтонэтӥ [kwɑt̡toneti]   |
| 70        | сизьымдон [s̡iz̡ɨmdon] | сизьымдонэтӥ [s̡iz̡ɨmdoneti] |
| 80        | тямыстон [t̡ɑmɨston]  | тямыстонэтӥ [t̡ɑmɨstoneti]  |
| 90        | укмыстон [ukmɨston]  | укмыстонэтӥ [umɨstoneti]   |
| 100       | сю [s̡u]              | сюэтӥ [s̡ueti]              |
| 200       | кык сю [kɨk s̡u]      | кык сюэтӥ [kɨk s̡ueti]      |
| 1000      | сюрс [s̡urs]          | сюрсэтӥ [s̡urseti]          |
| 2000      | кык сюрс [kɨk s̡urs]  | кык сюрсэтӥ [kɨk s̡urseti]  |
| 1.000.000 | миллион [miʎːijon]   | миллионэтӥ [miʎːijoneti]   |
A sorszámnevek az -етӥ [-eti] képzővel képezhetők. A нырысетӥ [nɨrɨs̡eti] „első” csak az egyes szám sorszáma lehet, a tízes számoknál (11-nél, 21-nél stb.) a szabályosan megfelelő одӥгетӥ [odigeti] a helyes alak.

### Névmások
Az udmurt nyelvben a következő névmások léteznek:
- személyes névmás
- visszaható névmás
- kölcsönös névmás
- kérdő (és vonatkozó) névmás
- mutató névmás
- határozatlan névmás
- tagadó névmás
- általános névmások

#### Személyes névmások
A személyes névmások ugyanúgy ragozódnak, akárcsak az élőt jelentő főnevek, azaz nem kaphatnak inesszívuszi (-ban/-ben), elatívuszi (-ból, -ből), illatívuszi (-ba, -be), transzlatívuszi (valamin át), terminatívuszi (valameddig) és egresszívuszi (valamettől) ragokat.
A ragozás során két tő fordul elő a személyes névmásoknál. Az 1. tő a karitívuszi, adverbiális, eszköz/társhatározónál és az approximatívusznál a változatlan szótőhőz járulnak a ragok, míg minden más esetben a 2. tőhöz.
| Személyes névmás | Udmurt      | 1. tő        | 2. tő        |
| ---------------- | ----------- | ------------ | ------------ |
| én               | мон [mon]   | мон- [mon-]  | мын- [mɨn-]  |
| te               | тон [ton]   | тон- [ton-]  | тын- [tɨn-]  |
| ő                | со [so]     | со- [so-]    |              |
| mi               | ми [mi]     | ми- [mi-]    | миль- [miʎ-] |
| ti               | тӥ [ti]     | тӥ- [ti-]    | тӥль- [tiʎ-] |
| ők               | соос [soos] | соос- [soos] |              |

##### A személyes névmások ragozása
| Eset           | Egyes szám 1. személy           | Egyes szám 2. személy           | Egyes szám 3. személy | Magyarul                |
| -------------- | ------------------------------- | ------------------------------- | --------------------- | ----------------------- |
| Nominativus    | мон [mon]                       | тон [ton]                       | со [so]               | én, te, …               |
| Accusativus    | монэ [mone]                     | тонэ [tone]                     | сое [soje]            | engem, téged, …         |
| Genitivus      | мынам [mɨnɑm]                   | тынад [tɨnɑd]                   | солэн [solen]         | enyém, tied, …          |
| Ablativus      | мынэсьтым [mɨnes̡tɨm]            | тынэсьтыд [tɨnes̡tɨd]            | солэсь [soles̡]        | tőlem, tőled, …         |
| Dativus        | мыным [mɨnɨm)]                  | тыныд [tɨnɨd]                   | солы [solɨ]           | nekem, neked, …         |
| Caritivus      | монтэк [montek]                 | тонтэк [tontek]                 | сотэк [sotek]         | nélkülem, nélküled, …   |
| Adverbialis    | монъя [monjɑ]                   | тонъя [tonjɑ]                   | соя [sojɑ]            | szerintem, szerinted, … |
| Instrumentalis | монэн [monen] монэным [monenɨm] | тонэн [tonen] тонэныд [tonenɨd] | соин [soin]           | velem, veled, …         |
| Approximativus | монлань [monlɑɲ]                | тонлань [tonlɑɲ]                | солань [solɑɲ]        | felém, feléd, …         |

| Eset           | Többes szám 1. személy                | Többes szám 2. személy                | Többes szám 3. személy            | Magyarul                   |
| -------------- | ------------------------------------- | ------------------------------------- | --------------------------------- | -------------------------- |
| Nominativus    | ми [mi]                               | тӥ [ti]                               | соос [soos]                       | mi, ti, …                  |
| Accusativus    | милемыз [miljemɨz] милемды [miʎemdɨ]  | тӥледыз [tiʎedɨz] тӥледды [tiʎeddɨ]   | соостыз [soostɨz] соосты [soostɨ] | minket, titeket, …         |
| Genitivus      | милям [miʎɑm]                         | тӥляд [tiʎɑd]                         | соослэн [sooslen]                 | nekünk, nektek, …          |
| Ablativus      | милесьтым [miʎes̡tɨm]                  | тӥлесьтыд [tiʎes̡tɨd]                  | соослэсь [soosles̡]                | tőlünk, tőletek, …         |
| Dativus        | милемлы [miʎemlɨ] милем [miʎem]       | тӥледлы [tiʎedlɨ] тӥлед [tiʎed]       | соослы [sooslɨ]                   | nekünk, nektek, …          |
| Caritivus      | митэк [mitek]                         | тӥтэк [titek]                         | соостэк [soostek]                 | nélkülünk, nélkületek, …   |
| Adverbialis    | мия [mijɑ]                            | тӥя [tijɑ]                            | соосъя [soosjɑ]                   | szerintünk, szerintetek, … |
| Instrumentalis | милемын [miʎemɨn] миленымы [miʎenɨmɨ] | тӥледын [tiʎedɨn] тӥленыды [tiʎenɨdɨ] | соосын [soosɨn]                   | velünk, veletek, …         |
| Approximativus | милань [milɑɲ]                        | тӥлань [tilɑɲ]                        | соослань [sooslɑɲ]                | felénk, felétek, …         |

#### Visszaható névmás
Az ач- [ɑʨ-] (ас- [ɑs-], ась- [ɑs̡-]) tő ugyanúgy ragozható, ahogy a fentebb lévő személyes névmások.
| Eset           | Egyes szám 1. személy | Egyes szám 2. személy | Egyes szám 3. személy | Magyarul                        |
| -------------- | --------------------- | --------------------- | --------------------- | ------------------------------- |
| Nominativus    | ачим [ɑʨim]           | ачид [ɑʨid]           | ачиз [ɑʨiz]           | magam, magad, …                 |
| Accusativus    | асме [ɑsme]           | астэ [ɑste]           | ассэ [ɑsse]           | magamat, magadat, …             |
| Genitivus      | аслам [ɑslɑm]         | аслад [ɑslɑd]         | аслаз [aslɑz]         | magamé, magadé, …               |
| Ablativus      | аслэсьтым [ɑsles̡tɨm]  | аслэсьтыд [ɑsles̡tɨd]  | аслэсьтыз [ɑsles̡tɨz]  | magamtól, magadtól, …           |
| Dativus        | аслым [ɑslɨm]         | аслыд [ɑslɨd]         | аслыз [ɑslɨz]         | magamnak, magadnak, …           |
| Caritivus      | ачимтэк [ɑʨimtek]     | ачидтэк [ɑʨidtek]     | ачизтэк [ɑʨiztek]     | magam nélkül, magad nélkül, …   |
| Adverbialis    | ачимъя [ɑʨimjɑ]       | ачидъя [ɑʨidjɑ]       | ачизъя [ɑʨizjɑ]       | magam szerint, magad szerint, … |
| Instrumentalis | асэным [ɑsenɨm]       | асэныд [ɑsenɨd]       | асеныз [ɑsenɨz]       | velem, veled, …                 |
| Approximativus | ачимлань [ɑʨimlɑɲ]    | ачидлань [ɑʨidlɑɲ]    | ачизлань [ɑʨizlɑń]    | magam felé, magad felé, …       |

| Eset           | Többes szám 1. személy | Többes szám 2. személy | Többes szám 3. személy | Magyarul                           |
| -------------- | ---------------------- | ---------------------- | ---------------------- | ---------------------------------- |
| Nominativus    | асьмеос [ɑs̡meos]       | асьтэос [ɑs̡teos]       | асьсэос [ɑs̡seos]       | magunk, magatok, ..                |
| Accusativus    | асьмемыз [ɑs̡memɨz]     | асьтэдыз [ɑs̡tedɨz]     | асьсэзыз [ɑs̡sezɨz]     | magunkat, magatokat, …             |
| Genitivus      | асьмелэн [ɑs̡melen]     | асьтэлэн [ɑs̡telen]     | асьсэлэн [ɑs̡selen]     | magunké, magatoké, …               |
| Ablativus      | асьмелэсь [ɑs̡meles̡]    | асьтэлэсь [ɑs̡teles̡]    | асьсэлэсь [ɑs̡seles̡]    | magunktól, magatoktól              |
| Dativus        | асьмелы [ɑs̡melɨ]       | асьтэлы [ɑs̡telɨ]       | асьсэлы [ɑs̡selɨ]       | magunknak, magatoknak, …           |
| Caritivus      | асьметэк [ɑs̡metek]     | асьтэтэк [ɑs̡tetek]     | асьсэтэк [ɑs̡setek]     | magunk nélkül, magatok nélkül, …   |
| Adverbialis    | асьмея [ɑs̡mejɑ]        | асьтэя [ɑs̡tejɑ]        | асьсэя [ɑs̡sejɑ]        | magunk szerint, magatok szerint, … |
| Instrumentalis | асьмемын [ɑs̡memɨn]     | асьтэдын [ɑs̡tedɨn]     | асьсэзын [ɑs̡sezɨn]     | magunkkal, magatokkal, …           |
| Approximativus | асьмелань [ɑs̡melɑɲ]    | асьтэлань [ɑs̡telɑɲ]    | асьсэлань [ɑs̡selaɲ]    | magunk felé, magatok felé, …       |

A visszaható névmásnak van egy sajátságos használata is. A többes szám első személyű alak inkluzív névmásként szerepel, azaz a hallgatót is jelenti – ezzel szemben a személyes névmás használata exkluzív, azaz ilyenkor a hallgatót nem értik bele:
Асьмеос сур юыны мыномы. [ɑs̡meos sur juɨnɨ mɨnomɨ] – ’Megyünk sört inni.’ (a címzett is megy)
Ми сур юыны мыномы. [mi sur juɨnɨ mɨnomɨ] – ’Megyünk sört inni.’ (a címzett nem megy)

#### Kölcsönös névmás
A kölcsönös névmás az одӥг [odig] „egy” szó ikerített, többes számú birtokjeles használatával jön létre. Az első elem lehet одӥг [odig] is, de általában a rövidebb ог [og]alak használatos. A kölcsönös névmás ugyanazokban az esetekben jelenhet meg, mint a személyes névmás.
ог-огмылы [og-ogmɨlɨ] ~ огмылы-огмы [ogmɨlɨ-ogmɨ] ~ одӥг-огмылы [odig-ogmɨlɨ] ~ одӥгмылы-огмы [odigmɨlɨ-ogmɨ] – „egymásnak”

#### Kérdő (és vonatkozó) névmás
Az udmurt nyelv legáltalánosabb kérdőnévmásai a következők:
кин [kin] – ’ki’
ма [mɑ], мар [mar] – ’mi’
кудӥз [kudiz], куд [kud] – ’melyik, amelyik’
кыӵе [kɨʧe] – ’milyen, amilyen’
кӧня [kəɲɑ] – ’hány, mennyi’
кытын [kɨtɨn] – ’hol’
A кин [kin] ’ki’ kérdőnévmás a magyartól eltérően, de az orosz gyakorlatnak megfelelően, nemcsak személyekre, hanem állatokra is vonatkozhat. A ма [mɑ] és a мар [mɑr] alakok szabadon váltakoznak, mindkettő ragozható.

#### Mutató névmás
Az udmurtban a mutató névmások a та [tɑ] „ez”, со [so] „az”, таче [tɑʧe] „ilyen”, сыче [sɨʧe] „olyan”, тамында [tɑmɨndɑ] „ennyi”, сомында [somɨndɑ] „annyi”.
- A mutató névmásokat jelzői szerepben nem egyezteti a jelzett szóval az udmurt nyelv:

та гурт [tɑ gurt] – та гуртын [tɑ gurtɨn] „az a ház” – „abban a házban”.
- Önállóan használva ezek a névmások ragozhatók:

тае [tɑje] „ezt”
сотэк [sotek] „anélkül”

#### Határozatlan névmás
A határozatlan névmások a megfelelő kérdő névmásokból képezhetők, kétféle módon:
- - 1 -

kérdő névmás + ке [ke]: кинке [kinke] ’valaki’, маке [mɑke] / марке [mɑrke] ’valami’, кӧня ке [kəɲɑ ke] ’valamennyi’
Ebben a típusban a számjel, az esetragok és a birtokos személyragok a kérdő névmási tőhöz kapcsolódnak, a ке [ke] partikula ezek után következik. A helyesírás szerint ilyenkor külön kell írni őket:
кинке [kinke] – кинлэн ке [kinlen] ke) ’valakinek a …-a’.
A névmásból fejlődött egy hasonló szerkezet, melyben a toldalékok a ке [ke] szegmentumhoz kapcsolódnak. Ez akkor használatos, ha a beszélőnek nem jut eszébe a megnevezni kívánt személy vagy dolog neve: кинкелэн [kinkelen] ’izének a… (ember)’, макеостэк [mɑkeostek] ’izék nélkül (nem ember)’.
- - 2 -

оло [olo] + kérdő névmás: олокин [olokin] ’valaki’, олома [olomɑ] / оломар [olomɑr] ’valami’, олокӧня [olokəɲɑ] ’valamennyi’.
A kétféle határozatlan névmás pontos használati köre még nem tisztázott, de az utóbbi inkább a magyar általános névmáshoz áll közelebb (bár-, akár-).

#### Tagadó névmás
A tagadó névmások a megfelelő mutató névmások segítségével képezhetők a но- [no-] prefixum használatával:
нокин [nokin] „senki”, номыр [nomɨr] „semmi”, нокӧня [nokʌɲa] „semennyi”
Az irodalmi nyelvtől eltérő formula mellett egy beszélt nyelvi változat is létezik. Ebben az esetben az előbbi alakok elé egy (ne-) prefixum is járul:
ненокин [ɲenokin] „senki”, неномыр [ɲenomɨr] „semmi”, ненокӧня [ɲenokʌɲa] „semennyi”.
A tagadó névmások ugyanúgy ragozhatók, mint a mutató névmások.

#### Általános névmások
A вань [vaɲ], ваньмыз [vaɲmɨz] „mind, összes”, быдэс [bɨdes] „mind, az egész”, мукет [muket] „más”, valamint a коть [kot̡] prefixummal ellátott mutató névmások tartoznak az általános névmások közé.
котькин [kot̡kin] „bárki”, котьмар [kot̡mar] „bármi”, котькӧня [kot̡kʌɲa] „bármennyi”
Az általános névmások ugyanúgy ragozhatók, mint a mutató névmások.

### Igék
Az udmurt nyelvben három mód van: kijelentő, feltételes és felszólító mód.

#### Igenevek
Az udmurtban három igenév van: főnévi, melléknévi és határozói igenév.

##### Főnévi igenév
Az udmurtban a főnévi igenév jele az -(ы)ны [-nɨ], ami csak a véletlen folytán hasonlít a magyar -ni-re, nem finnugor eredetű (elemei azonban feltehetően igen). Az alapszókincsbe tartozó rokon igék így nagyon hasonlónak tűnhetnek a magyar fülnek:
| Udmurt                 | Magyar |
| ---------------------- | ------ |
| усьыны [us̡ɨnɨ]         | esni   |
| улыны [ulɨnɨ]          | élni   |
| удыны [udɨnɨ] ’itatni’ | adni   |
| тодыны [todɨnɨ]        | tudni  |
| мыныны [mɨnɨnɨ]        | menni  |
Az udmurtban a tövek szerint két igecsoport van. Az egyikben a főnévi igenév jele előtt -ы- [-ɨ-] van (I. igecsoport, nem a-tövű igék), a másikban -a- található (II. igecsoport, a-tövű igék). Az I. igecsoportban az -ы- [-ɨ-]-t célszerű a toldalék részének tekinteni. Az I. igecsoportban csak egyszótagú igék töve végződhet magánhangzóra, például ю- [ju-] ’iszik’.
Az igei toldalékok kétfélék: az egyik az I. igecsoportban valamilyen magánhangzóval kezdődik, de a II. igecsoportban magánhantgzó nélkül jelenik meg; másik csoportjuk a II. igecsoportba l-lel kezdődik, de ez az I. igecsoportban nem jelenik meg.

##### Melléknévi igenevek
- Jelen idejű, folyamatos, aktív: az I. igecsoportban a képzője-ись, II. csoportban -сь [-s̡] képző.

мыныны [mɨnɨnɨ] – мынӥсь (mɨnis̡) – ’menő’
лыктыны [lɨktɨnɨ] – лыктӥсь (lɨktis̡) – ’jövő’
юыны [juɨnɨ] – юись' (juis̡) – ’ivó’
ужаны [uʒɑnɨ] – ужась (uʒɑs̡) – ’dolgozó’
- Múlt idejű, befejezett: az I. igecsoportban a képzője -эм/-ем [-em], a II. csoportban -м -m], melyek az ige csonka, magánhangzós tövéhez (II.), illetve a mássalhangzós tőhöz (I.) járulnak.

мыныны [mɨnɨnɨ] – мынэм [mɨnem] – ’(az el)ment’ (barát)
лыктыны [lɨktɨnɨ] – лыктэм [lɨktem] – ’(a meg)jött’ (fizetés)
юыны [juɨnɨ] – юэм [juem] – ’(a) ivott’ (sör)
ужаны [uʒɑnɨ] – ужам [uʒɑm] – ’(a le) dolgozott’ (óra)
- Jövő idejű (beálló): az I. igecsoportban a képzője az -оно/-ёно [-ono], a II. csoportban -но [-no], melyek az ige mássalhangzós tövéhez (I.), illetve a magánhangzós tőhöz (II.) járulnak.

мыныны [mɨnɨnɨ] – мыноно [mɨnono] – ’menendő’
лыктыны [lɨktɨnɨ] – лыктоно [lɨktono] – ’jövendő’
юыны [juɨnɨ] – юоно [juono] – ’ivandó’
ужаны [uʒɑnɨ] – ужано [uʒɑno] – ’dolgozandó’

##### Határozói igenevek
A határozói igenévképzők ugyanúgy az ige magánhangzós tövéhez járulnak, ahogy a főnévi igenév.
- -са [-sa]:
  - Egyidejűséget vagy előidejűséget fejezhet ki:

кыдёке мыныса но öй вунэтӥ [kɨd̡oke mɨnɨsɑ no əj vuneti] – ’messzire elmenve sem felejtettem’
гуртэ бертыса верасал [gurte bertɨsɑ verɑsɑl] – ’a faluba visszatérve mondanám’
  - Egy másik igével az ige aspektusát módosíthatja, ahol a -са képzővel ellátott ige adja az alapjelentést, a másik ige pedig a cselekvés befejezettségét vagy folyamatosságát fejezi ki:

тросэз турын но писпу куар сиыса уло ини [trosez turɨn no pispu kuɑr siɨsɑ ulo iɲi] – ’sokan csak füvet és levelet esznek (=éve élnek)’
  - A páros ige új jelentésű szintagmát képez:

пыжын уяса ветлӥкузы [pɨʒɨn ujɑsɑ vetlikuzɨ] – ’ahogy csónakáznak (=csónakban úszva járásukkor)’
- -тэк [-tek]:

A -са [-sɑ] határozói igenév tagadó párja.
кӧшкемыт пилем кадь вуэ со висён, вакытсэ юатэк [kəʃkemɨt piʎem kɑd̡ vue so vis̡on, vɑkɨtse juɑtek] – ’jön a betegség, idejét sem kérdezve’
- -ку [-ku]:

Egyidejűséget, illetve időtartamot fejezhet ki. Birtokos személyragokat kaphat.
тазалыкез висьыку гинэ валало [tɑzɑlɨkez vis̡ɨku gine vɑlɑlo] – ’az egészséget csak betegségkor értik meg’
- -тозь [-toz̡]:

A cselekvés időbeli végpontját határozhatja meg. Ehhez is kapcsolódhat birtokos személyrag.
адзытозь лыдзӥ [ɑdʥɨtoz̡ lɨdʥi] – ’olvastam, amíg láttam (=láttamig olvastam)’
- мон [-mon]:

Alakja megegyezik a lehetőséget kifejező melléknévi igenévvel. Ha ez az igenév a mondatban jelző vagy állítmány, akkor szófaja melléknévi igenév. Ha határozó, akkor határozói igenév.
милемлы туннэ улымон нянмес сёт [miʎemlɨ tunne ulɨmon ɲɑɲmes s̡ot] – ’mindennapi kenyerünket add meg nekünk ma (=nekünk ma élni elegendő) kenyerünket add’

#### Igeragozás
Az udmurt nyelvben három mód létezik: kijelentő mód, feltételes mód és felszólító mód.
Az alábbiakban a тодыны [todɨnɨ] ’tudni’ (I. igecsoport) és az ужаны [uʒɑnɨ] ’dolgozni’ ige (II. igecsoport) ragozott formái alapján figyelhető meg az udmurt igeragozás alaktana. (A ’tud’ ige tárgyas, a ’dolgozik’ ige alanyi ragozású alakjai mutatják a magyar jelentést: mivel az udmurt nem különböztet meg tárgyas és alanyi ragozást ennek különösebb jelentősége nincs.)

##### Kijelentő mód

###### Jelen idő
A jelen idejű alakokban első és második személyben az -(и)сько- [-(i)s̡ko-] szegmentum jelenik meg. Az I. igecsoportban az egyes szám harmadik személy ragja -e, a II. igecsoportban -a; a többes szám harmadik személy ragja -(л)о [(l)o].

###### Tagadás
Az ige tagadásakor ún. tagadó segédigét alkalmaz az udmurt nyelv. Ez egy személyenként és számonkét eltérő partikula, amely az ige személyjel nélküli ragozott tövével együtt képezi a tagadást. A tagadóige alakjai egyes számban уг [ug], уд [ud], уг [ug], többes számban ум [um], уд [ud], уг [ug]. Kopulát tartalmazó igék esetén a tagadás az ӧвӧл [əvəl] ’nem’ tagadószóval történik:
Мон венгер [mon venger] – ’Magyar vagyok.’
Мон венгер ӧвӧл [mon venger əvəl] – ’Nem vagyok magyar.’
| Szám/Személy           | Állító ragozás             | Magyarul   | Tagadó ragozás           | Magyarul       |
| ---------------------- | -------------------------- | ---------- | ------------------------ | -------------- |
| Egyes szám 1. személy  | тодӥсько [todis̡ko]         | ’tudom’    | уг тодӥськы [ug todis̡kɨ] | ’nem tudom’    |
| Egyes szám 2. személy  | тодӥськод [todis̡kod]       | ’tudod’    | уд тодӥськы [ud todis̡kɨ] | ’nem tudod’    |
| Egyes szám 3. személy  | тодэ [tode]                | ’tudja’    | уг тоды [ug todɨ]        | ’nem tudja’    |
| Többes szám 1. személy | тодӥськом(ы) [todis̡kom(ɨ)] | ’tudjuk’   | ум тодӥське [um todis̡ke] | ’nem tudjuk’   |
| Többes szám 2. személy | тодӥськоды [todis̡kodɨ]     | ’tudjátok’ | уд тодӥське [ud todis̡ke] | ’nem tudjátok’ |
| Többes szám 3. személy | тодо [todo]                | ’tudják’   | уг тодо [ug todo]        | ’nem tudják’   |

| Szám/Személy           | Állító ragozás           | Magyarul    | Tagadó ragozás         | Magyarul        |
| ---------------------- | ------------------------ | ----------- | ---------------------- | --------------- |
| Egyes szám 1. személy  | ужасько [uʒɑs̡ko]         | ’dolgozom’  | уг ужаськы [ug uʒɑs̡kɨ] | ’nem dolgozom’  |
| Egyes szám 2. személy  | ужаськод [uʒɑs̡kod]       | ’dolgozol’  | уд ужаськы [ud uʒɑs̡kɨ] | ’nem dolgozol’  |
| Egyes szám 3. személy  | ужа [uʒɑ]                | ’dolgozik’  | уг ужа [ug uʒɑ]        | ’nem dolgozik’  |
| Többes szám 1. személy | ужаськом(ы) [uʒɑs̡kom(ɨ)] | ’dolgozunk’ | ум ужаське [um uʒɑs̡ke] | ’nem dolgozunk’ |
| Többes szám 2. személy | ужаськоды [uʒɑs̡kodɨ]     | ’dolgoztok’ | уд ужаське [ud uʒɑs̡ke] | ’nem dolgoztok’ |
| Többes szám 3. személy | ужало [uʒɑlo]            | ’dolgoznak’ | уг ужало [ug uʒɑlo]    | ’nem dolgoznak’ |

###### Egyszerű múlt idő
Az egyszerű múlt idő jele az -и- [-i-], amihez a számnak és személynek megfelelő igei személyrag járul.
A tagadóige alakjai – eltérve a jelen idő tagadóige alakjaitól – egyes számban öй [əj], öд [əd], öз [əz], többes számban öм [əm], öд [əd], öз [əz].
| Szám/Személy           | Állító ragozás      | Magyarul   | Tagadó ragozás    | Magyarul       |
| ---------------------- | ------------------- | ---------- | ----------------- | -------------- |
| Egyes szám 1. személy  | тодӥ [todi]         | ’tudtam’   | öй тоды [əj todɨ] | ’nem tudtam’   |
| Egyes szám 2. személy  | тодӥд [todid]       | ’tudtad’   | öд тоды [əd todɨ] | ’nem tudtad’   |
| Egyes szám 3. személy  | тодӥз [todiz]       | ’tudta’    | öз тоды [əz todɨ] | ’nem tudta’    |
| Többes szám 1. személy | тодӥм(ы) [todim(ɨ)] | ’tudtuk’   | öм тодэ [əm tode] | ’nem tudtuk’   |
| Többes szám 2. személy | тодӥды [todidɨ]     | ’tudtátok’ | öд тодэ [əd tode] | ’nem tudtátok’ |
| Többes szám 3. személy | тодӥзы [todizɨ]     | ’tudták’   | öз тодэ [əz tode] | ’nem tudták’   |

| Szám/Személy           | Állító ragozás    | Magyarul      | Tagadó ragozás      | Magyarul          |
| ---------------------- | ----------------- | ------------- | ------------------- | ----------------- |
| Egyes szám 1. személy  | ужай [uʒɑaj]      | ’dolgoztam’   | öй ужа [əj uʒɑ]     | ’nem dolgoztam’   |
| Egyes szám 2. személy  | ужад [uʒɑd]       | ’dolgoztál’   | öд ужа [əd uʒɑ]     | ’nem dolgoztál’   |
| Egyes szám 3. személy  | ужаз [uʒɑz]       | ’dolgozott’   | öз ужа [əz uʒɑ]     | ’nem dolgozott’   |
| Többes szám 1. személy | ужам(ы) [uʒɑm(ɨ)] | ’dolgoztunk’  | öм ужалэ [əm uʒɑle] | ’nem dolgoztunk’  |
| Többes szám 2. személy | ужады [uʒɑdɨ]     | ’dolgoztatok’ | öд ужалэ [əd uʒɑle] | ’nem dolgoztatok’ |
| Többes szám 3. személy | ужазы [uʒɑzɨ]     | ’dolgoztak’   | öз ужалэ [əz uʒɑle] | ’nem dolgoztak’   |

###### Befejezett múlt idő
Ez az igealak a befejezett melléknévi igenévből keletkezett, rendkívül sajátságos paradigmát alkot az udmurt irodalmi nyelvben. Kevertebb, mint a többi igeidő, sok elemet felhasználó ragozási sor található benne. A jelen idejű alakokban első és második személyben az -(и)сько- [-(i)s̡ko-] szegmentum jelenik meg.
| Szám/Személy           | Állító ragozás           | Magyarul   | Tagadó ragozás               | Magyarul       |
| ---------------------- | ------------------------ | ---------- | ---------------------------- | -------------- |
| Egyes szám 1. személy  | тодӥськем [todis̡kem]     | ’tudtam’   | тодӥськымтэе [todis̡kɨmteje]  | ’nem tudtam’   |
| Egyes szám 2. személy  | тодэмед [todemed]        | ’tudtad’   | тодымтэед [todɨmtejed]       | ’nem tudtad’   |
| Egyes szám 3. személy  | тодэм [todem]            | ’tudta’    | тодымтэ [todɨmte]            | ’nem tudta’    |
| Többes szám 1. személy | тодӥськеммы [todis̡kemmɨ] | ’tudtuk’   | тодӥськымтэмы [todis̡kɨmtemɨ] | ’nem tudtuk’   |
| Többes szám 2. személy | тодӥллямды [todiʎːɑmdɨ]  | ’tudtátok’ | тодӥллямтеды [todiʎːɑmtedɨ]  | ’nem tudtátok’ |
| Többes szám 3. személy | тодӥллям [todiʎːɑm]      | ’tudták’   | тодӥллямтезы [todiʎːɑmtezɨ]  | ’nem tudták’   |

| Szám/Személy           | Állító ragozás         | Magyarul      | Tagadó ragozás             | Magyarul          |
| ---------------------- | ---------------------- | ------------- | -------------------------- | ----------------- |
| Egyes szám 1. személy  | ужаськем [uʒɑs̡kem]     | ’dolgoztam’   | ужаськымтэе [uʒɑs̡kɨmteje]  | ’nem dolgoztam’   |
| Egyes szám 2. személy  | ужамед [uʒɑmed]        | ’dolgoztál’   | ужамтэед [uʒɑmtejed]       | ’nem dolgoztál’   |
| Egyes szám 3. személy  | ужам [uʒɑm]            | ’dolgozott’   | ужамтэ [uʒɑmte]            | ’nem dolgozott’   |
| Többes szám 1. személy | ужаськеммы [uʒɑs̡kemmɨ] | ’dolgoztunk’  | ужаськымтэмы [uʒɑs̡kɨmtemɨ] | ’nem dolgoztunk’  |
| Többes szám 2. személy | ужаллямды [uʒɑʎːɑmdɨ]  | ’dolgoztatok’ | ужаллямтеды [uʒɑʎːɑmtedɨ]  | ’nem dolgoztatok’ |
| Többes szám 3. személy | ужаллям [uʒɑʎːɑm]      | ’dolgoztak’   | ужаллямтезы [uʒɑʎːɑmtezɨ]  | ’nem dolgoztak’   |

Létezik egy kisebb elterjedtségű, de sokkalta áttekinthetőbb paradigmája is, ez a bavli nyelvjárásban található meg.

###### Jövő idő
A jövő idejű állító alakokban mindig szerepel a -(л)о- [-(l)o-] szegmentum.
| Szám/Személy           | Állító ragozás      | Magyarul         | Tagadó ragozás    | Magyarul             |
| ---------------------- | ------------------- | ---------------- | ----------------- | -------------------- |
| Egyes szám 1. személy  | тодо [todo]         | ’tudni fogom’    | уг тоды [ug todɨ] | ’nem fogom tudni’    |
| Egyes szám 2. személy  | тодод [todod]       | ’tudni fogod’    | уд тоды [ud todɨ] | ’nem fogod tudni’    |
| Egyes szám 3. személy  | тодоз [todoz]       | ’tudni fog’      | уз тоды [uz todɨ] | ’nem fogja tudni’    |
| Többes szám 1. személy | тодом(ы) [todom(ɨ)] | ’tudni fogjuk’   | ум тодэ [um tode] | ’nem fogjuk tudni’   |
| Többes szám 2. személy | тододы [tododɨ]     | ’tudni fogjátok’ | уд тодэ [ud tode] | ’nem fogjátok tudni’ |
| Többes szám 3. személy | тодозы [todozɨ]     | ’tudni fogják’   | уз тодэ [uz tode] | ’nem fogják tudni’   |

| Szám/Személy           | Állító ragozás    | Magyarul          | Tagadó ragozás      | Magyarul              |
| ---------------------- | ----------------- | ----------------- | ------------------- | --------------------- |
| Egyes szám 1. személy  | ужало [uʒɑlo]     | ’dolgozni fogok’  | уг ужа [ug uʒɑ]     | ’nem fogok dolgozni’  |
| Egyes szám 2. személy  | ужалод [uʒɑlod]   | ’dolgozni fogsz’  | уд ужа [ud uʒɑ]     | ’nem fogsz dolgozni’  |
| Egyes szám 3. személy  | ужалоз [uʒɑloz]   | ’dolgozni fog’    | уз ужа [uz uʒɑ]     | ’nem fog dolgozni’    |
| Többes szám 1. személy | ужаломы [uʒɑlomɨ] | ’dolgozni fogunk’ | ум ужалэ [um uʒɑle] | ’nem fogunk dolgozni’ |
| Többes szám 2. személy | ужалоды [uʒɑlodɨ] | ’dolgozni fogtok’ | уд ужалэ [ud uʒɑle] | ’nem fogtok dolgozni’ |
| Többes szám 3. személy | ужалозы [uʒɑlozɨ] | ’dolgozni fognak’ | уз ужалэ [uz uʒɑle] | ’nem fognak dolgozni’ |

##### Feltételes mód
A feltételes mód képzésére a -сал- [-sal-] jel szolgál. Az ige tövéhez kell illeszteni, majd a feltételes mód jele után a megfelelő igeragoz kell használni. Tagadáskor, az eddig időképzésektől eltérően, a tagadóige nem ragozódik, végig öй [əj] marad.
| Szám/Személy           | Állító ragozás        | Magyarul   | Tagadó ragozás              | Magyarul       |
| ---------------------- | --------------------- | ---------- | --------------------------- | -------------- |
| Egyes szám 1. személy  | тодысал [todɨsɑl]     | ’tudnám’   | öй тодысал [əj todɨsɑl]     | ’nem tudnám’   |
| Egyes szám 2. személy  | тодысалыд [todɨsɑlɨd] | ’tudnád’   | öй тодысалыд [əj todɨsɑlɨd] | ’nem tudnád’   |
| Egyes szám 3. személy  | тодысалыз [todɨsɑlɨz] | ’tudná’    | öй тодысалыз [əj todɨsɑlɨz] | ’nem tudná’    |
| Többes szám 1. személy | тодысалмы [todɨsɑlmɨ] | ’tudnánk’  | öй тодысалмы [əj todɨsɑlmɨ] | ’nem tudnánk’  |
| Többes szám 2. személy | тодысалды [todɨsɑldɨ] | ’tudnátok’ | öй тодысалды [əj todɨsɑldɨ] | ’nem tudnátok’ |
| Többes szám 3. személy | тодысалзы [todɨsɑlzɨ] | ’tudnák’   | öй тодысалзы [əj todɨsɑlzɨ] | ’nem tudnák’   |

| Szám/Személy           | Állító ragozás      | Magyarul      | Tagadó ragozás            | Magyarul          |
| ---------------------- | ------------------- | ------------- | ------------------------- | ----------------- |
| Egyes szám 1. személy  | ужасал [uʒɑsɑl]     | ’dolgoznék’   | öй ужасал [əj uʒɑsɑl]     | ’nem dolgoznék’   |
| Egyes szám 2. személy  | ужасалыд [uʒɑsɑlɨd] | ’dolgoznál’   | öй ужасалыд [əj uʒɑsɑlɨd] | ’nem dolgoznál’   |
| Egyes szám 3. személy  | ужасалыз [uʒɑsɑlɨz] | ’dolgozna’    | öй ужасалыз [əj uʒɑsɑlɨz] | ’nem dolgozna’    |
| Többes szám 1. személy | ужасалмы [uʒɑsɑlmɨ] | ’dolgoznánk’  | öй ужасалмы [əj uʒɑsɑlmɨ] | ’nem dolgoznánk’  |
| Többes szám 2. személy | ужасалды [uʒɑsɑldɨ] | ’dolgoznátok’ | öй ужасалды [əj uʒɑsɑldɨ] | ’nem dolgoznátok’ |
| Többes szám 3. személy | ужасалзы [uʒɑsɑlzɨ] | ’dolgoznának’ | öй ужасалзы [əj uʒɑsɑlzɨ] | ’nem dolgoznának’ |

##### Felszólító mód
Az udmurt igéknek felszólító módját általában egyes és többes szám második személyben használják. A végződés egyes számban -(ы) [-ɨ] (az I. ragozási típusban is elmaradhat), a többes számban -(л)э [-(l)e] (az I. ragozásban a szabályos -э [-e] mellett a rendhagyó -элэ/-елэ [-ele] is előfordul.) A tiltást mindkét esetben a képzett ige elé tett эн [en] szóval képezzük.
| Főnévi igenév     | Egyes szám 2. személy | Többes szám 2. személy           | Egyes szám 2. személy tiltása | Többes szám 2. személy tiltása |
| ----------------- | --------------------- | -------------------------------- | ----------------------------- | ------------------------------ |
| мыныны [mɨnɨnɨ]   | мын(ы) [mɨn(ɨ)]       | мынэ [mɨne], мынэлэ [mɨnele]     | эн мын [en mɨn]               | эн мынэ [en mɨne]              |
| ’menni’           | ’menj’                | ’menjetek’                       | ’ne menj’                     | ’ne menjetek’                  |
| лыктыны [lɨktɨnɨ] | лыкты [lɨktɨ]         | лыктэ [lɨkte], лыктэлэ [lɨktele] | эн лыкты [en lɨktɨ]           | эн лыктэ [en lɨtke]            |
| ’jönni’           | ’gyere’               | ’gyertek’                        | ’ne gyere’                    | ’ne gyertek’                   |
| дасяны [dɑs̡ɑnɨ]   | дася [dɑs̡ɑ]           | дасялэ [dɑs̡ɑle]                  | эн дася [en dɑśɑ]             | эн дасялэ [en das̡ale]          |
| ’elkészíteni’     | ’készítsd el’         | ’készítsétek el’                 | ’ne készítsd el’              | ’ne készítsétek el’            |

A felszólítást többes szám első személyben, ill. harmadik személyben a jövő idejű igelalk elé tett мед [med], a tiltást a медаз [medɑz] szócskával fejezik ki, például мед дасялом [med dɑs̡ɑlom] ’készítsünk’, мед лыктоз [med lɨktoz] ’jöjjön’, медаз мынозы [medɑz mɨnozɨ] ’ne menjenek’.

## Mondattan
- Az udmurt nyelv szabad szórendű nyelv, de általánosságban az SOV sorrend érvényesül (Subjectum – Objectum – Verbum / alany – tárgy – ige).

Мон [Subj] удмурт сямен [Obj] вераськисько [Verb]. [mon udmurt s̡ɑmen verɑs̡kis̡ko] – Beszélek udmurtul.
- Az udmurt nem egyezteti a jelzőt és a jelzett szót, kivéve a melléknevek esetében:

вашкала кар [vɑʃkɑlɑ kɑr] – вашкалаэсь каръёс [vɑʃkɑlɑjes̡ kɑrjos] „régi város” – „régi városok”
- A вань [vɑɲ] kopula használata csak kihangsúlyozás esetén fordul általában elő.

Со венгер но мон но венгер. [so venger no mon no venger] – Ő magyar (van) és én is magyar vagyok.
- A magyar -e kérdőpartikulához hasonló az udmurt -a, amit mindig a kérdezett szó mögé kell tenni:

Чай юод-а? [ʨɑj juod-ɑ] – Iszol teát?
Чай-а юод? [ʨɑj-ɑ juod] – Teát iszol?
- A ке [ke] „ha” és a шуыса [ʃuɨsɑ] „hogy” mindig a tagmondat végére kerülnek:

Мон удмурт адями луысал ке, аракые юысал. [mon udmurt ɑd̡ɑmi luɨsal ke, ɑrɑkɨje juɨsɑl] – „Ha udmurt ember lennék, arakyt innék.”
Мон тодӥсько, корка дась шуыса. [mon todis̡ko, korkɑ dɑs ʃuɨsɑ] – „Tudom, hogy a ház készen van.”
- A melléknév megelőzi a főnevet, mint minden más finnugor nyelvben.

## Az udmurt nyelvjárások

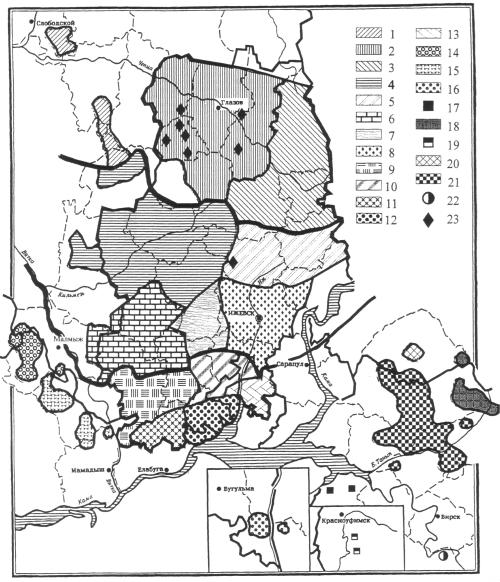
Az udmurt nyelvjárások elhelyezkedése

Az udmurt nyelvnek számos nyelvjárása van. A két legfontosabb változata az északi és déli. Külön kezelik a beszermán nyelvjárást, amelynek beszélői valójában eludmurtosodott tatárok. Ők az északi nyelvjárások területén élnek. A mellékelt térképen lévő nyelvjárások alább a térképen látható számokkal vannak jelölve.

### Jellegzetességek
Az észak-udmurt nyelvjárásokban (É) palatális mássalhangzós környezetben általában megmarad az eredeti -ы- [-ɨ-], a dél-udmurt nyelvjárásokban (D) viszont i-vé palatalizálódott.
É йуыс'ко [juɨs̡ko] – D йуис'ко [juis̡ko] ’iszom’
É пуныйэн [punɨjen] – D пунийэн [punijen] ’kutyával’
Az elatívuszi és ergatívuszi alakokban, a folyamatos melléknévi igenév és a reflexív igeképzőjében található -сь [-s̡-] előtt továbbra is megmarad az -ы- (-y-):
É гуртыс'  [gurtɨs̡] – D гуртис' [gurtis̡] ’faluból’
É коркаыс'эн [korkɑɨs̡en] – D коркаис'эн [korkɑis̡en] ’háztól’
É дышэтыс'  [dɨʃetɨs̡] – D дышэтис'  [dɨʃetis̡] ’tanító’
É йуыс'ко [juɨs̡ko] – D йуис'ко [juis̡ko] ’iszom valamit’
Az északi és a déli nyelvjárások a szókincsben is elkülönülnek néha. Az északi nyelvjárásokban orosz, míg a déliekben tatár eredetű jövevényszavak találhatók:
É ул'ча [uʎʨɑ] – D урам [urɑm] – ’utca’
É йаблок [jɑblok] – D улмо [ulmo] – ’alma’
É огрэч [ogreʨ] – D кыйар [kɨjɑr] – ’uborka’
Akad azonban ellenpélda is:
É пис'ай [pis̡ɑj] – D кочыш [koʨiʃ] – ’macska’
Az alábbi példában az északi alak belső keletkezésű (< кон'ы дон [koɲɨ don] – mai alak: кон'ы дун [koɲɨ dun] – 'mókus-ár'), a déli tatár eredetű:
É кон'дон [koɲdon] – D укс'о [uks̡o] – ’pénz’
Az igeragozásban a következő eltérések lehetségesek:
| Nyelvváltozat           | дышэтскыны [dɨʃetskɨnɨ] ’tanulni’ | мынисько [mɨnis̡ko] ’megyek’ |
| ----------------------- | --------------------------------- | --------------------------- |
| Köznyelv                | дышэтскыны [dɨʃetskɨnɨ]           | мынис'ко [mɨnis̡ko]          |
| Északi                  | дышэтскыны [dɨʃetskɨnɨ]           | мыныско [mɨnɨsko]           |
| Keleti                  | дышэткыны [dɨʃetkɨnɨ]             | мынко [mɨnko]               |
| Picsi Purga, Vavozs (K) | дышэскыны [dɨʃeskɨnɨ]             | мыско [mɨsko]               |
| Kirikmaszi (K)          | дышэчкыны [dɨʃeʨkɨnɨ]             |                             |
| Buj-tanipi Tatisli      | дышэтис'кыны [dɨʃetis̡kɨnɨ]        |                             |
| Kukmori                 | дышэс'кыны [dɨʃes̡kɨnɨ]            | мыс'ко [mɨs̡ko]              |

### Észak-udmurt nyelvjárások
Jar, Glaz, Balezino, Jukamen, Kez, Debesz, Egra, Krasznogorje járások területén, valamint a Kirovi Területen beszélt nyelvjárások:
- 1 – alsó-csepcai (Kirovi Terület)
- 2 – közép-csepcai (Jar, Glaz, Balezino, Jukamen járások)
- 3 – felső-csepcai (Kez, Egra, Debesz járások)

Az északi nyelvjárásokra jellemző, hogy a befejezett múlt idő egyik tagadását az ӧвӧл [əvəl] tagadószóval hozzák létre, szemben az udmurt tagadóigével (a tagadóigét lásd majd az igeragozásnál):
Мон ӧвӧл мынис'кэм [Mon əvəl mɨnis̡kem] – „Én nem mentem”
Тон ӧвӧл мынэмэд [Ton əvəl mɨnemed] – „Te nem mentél”
Соос ӧвӧл мынил'л'ам [Soos əvəl mɨniʎʎɑm] – „Ők nem mentek”

### Közép-udmurt nyelvjárások
Ezeket a nyelvjárásokat az Izs és a Kilmez folyók vidékén, Szelta, Sjumsi, Uva, Vavozs, valamint Kiznyer, Mozsga és Picsi Purga járások északi részén beszélik. Petir Voroncov udmurt nyelvész ezeket a nyelvjárásokat máshogy osztja fel, ő felső-izsi, kilmezmenti, alsó-nilgai, illetve uva–vavozsi nyelvjárásokról beszél. Ez utóbbi nyelvjárást Bibinur Zaguljajeva udmurt nyelvész további részekre osztja:
uvai tájszólások – az Uva, Kakmozs és az Inga folyók mentén
felső-valai tájszólások – a Vala folyó felső folyása mellett
középső-valai tájszólások – a Vala középső folyása mellett
alsó-valai tájszólások – a Vala alsó folyása mentén
A közép-udmurt nyelvjárásokban az északi és a déli nyelvjárási jelenségek együttesen fordulnak elő, nincs külön saját jellemzőjük.
- 4 – középnyugati nyelvjárás
- 5 – középkeleti nyelvjárás
- 6 – privali nyelvjárás
- 7 – nilgai nyelvjárás
- 8 – középső nyelvjárás

### Dél-udmurt nyelvjárások
Kiznyer, Mozsga, Grah, Alnas, Picsi Purga, Kijasza járások területén beszélt nyelvjárások.
- 9 – kiznyeri és mozsgai nyelvjárás
- 10 – déli nyelvjárás
- 11 – grahi nyelvjárás
- 12 – alnasi nyelvjárás
- 13 – kirikmaszi nyelvjárás

### Peremnyelvjárások
- 14 – sosmai nyelvjárás
- 15 – kukmori nyelvjárás
- 16 – bavli nyelvjárás (Délkelet-Tatárföld)
- 17 – taskicsi nyelvjárás[13]
- 18 – tatisli nyelvjárás
- 19 – krasznoufimszki nyelvjárás (Szverdlovszki terület)
- 20 – sagirti nyelvjárás[13]
- 21 – buj-tanipi nyelvjárás
- 22 – kanli nyelvjárás

### Beszermán nyelvjárás
- 23 – beszermán nyelvjárás

A beszermán nyelvjárást Udmurtia északi részén beszélik, maguk a beszermánok etnikailag különböznek az udmurtoktól. a 19. században még csuvasokként emlegették őket. A szakirodalom időnként önálló nyelvnek tekinti, mégis egy nyelvjárásként beszélhetünk erről a nyelvváltozatról.

## Az udmurt nyelv története
Az udmurt nyelv az uráli nyelvcsaládon belül a finnugor ágba, azon belül is a finn-permi nyelvek közé tartozik, a komival és az egyesek által külön nyelvként számontartott komi-permjákkal együtt. Legközelebbi rokonnyelvétől a 8–9. században vált külön nyelvvé. A komik és az udmurtok képesek megérteni egymást, a két nyelv szókészletében mintegy 80%-os azonosság van, és nyelvtanuk is eléggé hasonló felépítésű. A szabályos hangmegfelelések ismeretében a másik nyelvének megértése pedig még könnyebb.
Története során több nyelv hatott a fejlődésére, például a volgai bolgár, a tatár, a baskír, majd legvégül és leginkább az orosz. Az udmurtok a tatárokkal és baskírokkal a 12–15. század között érintkezhettek először élénkebben, majd a 15. századtól kezdve volt kapcsolatuk az oroszokkal, így ezekre az időszakokra datálhatók a nagyobb számú kölcsönzések.
Ma az udmurt nyelv szókincsének 10–30%-át a jövevényszavak alkotják.

### Az első nyelvemlékek

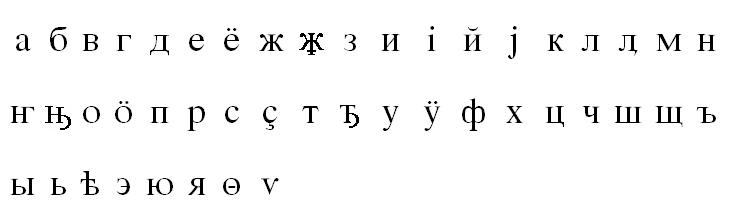
A régi cirill betűs udmurt írás

Az udmurtok a 18. századig nem nagyon beszéltek oroszul. Ekkor az ortodox hittérítőknek kellett előbb megismerkedniük az ő nyelvükkel, hogy aztán megtéríthessék az udmurtokat és később megtanítsák nekik az orosz nyelvet. Ebből a korból valók az első nyelvemlékek is.
A legrégebbi udmurt nyelvemlékek a 18. századból származnak, bár már a 15. században is bukkantak fel udmurt szavak egyes orosz szövegekben. A legelső írott emlék egy vers volt, melyet II. Katalin orosz cárnő részére írtak, ez 1767-ből származik. A korai nyelvemlékek közül a legjelentősebb Pucek–Grigorovics 1775-ben Kazanyban megjelent Nyelvtana, valamint az első Miatyánk-fordítás. Az írásra már ekkor is a cirill ábécét használták; a hagyomány tud ugyan egy udmurt írásról is, de ennek tárgyi bizonyítékai nincsenek.

### Az udmurt nyelv a 19. században

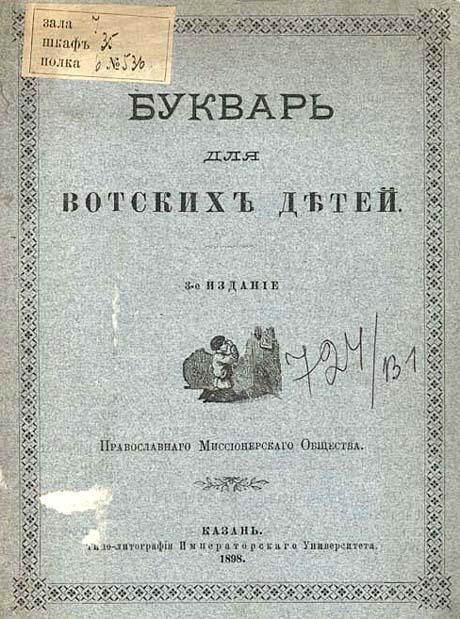
Votják ábécéskönyv 1898-ból, Kazanyban nyomtatva

Az első udmurt nyelvű könyv 1847-ből származik. Ezt az orosz nyelv cirill betűivel írták. Az 1870-es években Nyikolaj Iljminszkij megpróbálta a cirill betűket az udmurt (és még más Volga-vidéki nyelv, azaz mari, csuvas, tatár) hangrendszerhez igazítani. 1897-től a kazanyi kiadóban ezzel a módosított írással adták ki az udmurt nyelvű könyveket, egészen az 1918-as orosz írásreformig. A ma használt udmurt írás 1927-ben nyerte el végső formáját.
A 19. század második felében a magyar Munkácsi Bernát járt az udmurtok földjén és tanulmányozta, valamint három hónapig tartó nyelvjárásgyűjtő körútja után le is írta a nyelvüket, nyelvjárásaikat (Votják nyelvmutatványok. Ugor füzetek 5. Budapest, 1884. valamint A votják nyelv szótára. Budapest, 1890–1896.).

### Az udmurt nyelvújítás

#### Első szakasza
Az erősen eloroszosodott udmurt nyelvet a 20. század elején próbálták meg először megtisztítani az idegen elemektől. Az 1917-ben kezdődött első nyelvújítási hullám lelke Kuzebaj Gerd udmurt író volt. Egy 300 szavas listát tett közzé a Kenyes (Tanács) című udmurt folyóiratban. Érdekességként megemlíthető az a magyar vonatkozás, hogy a listán szerepelt a magyar „kérem” mondat is, amit az orosz megfelelője helyett ajánlott кеерем [keːrem] alakban.
Ez a nyelvújítás az 1930-as évekig tartott, amikor Gerdet a szovjet rezsim elhurcolta és valószínűleg kivégeztette.

#### Második szakasza
Hosszas hallgatás után a nyelvújítás második szakasza az 1990-es években indult meg és még napjainkban is tart. Ennek tervezői többek között Mihail Atamanov, aki az udmurt nyelvű Újszövetség fordítója is, és Valentyin Kelmakovics Kelmakov, az Udmurt Állami Egyetem udmurt tanszékének vezetője. Ekkortájt azt a módszert alkalmazták, hogy az újságokban és folyóiratokban megpróbálták bevezetni az új szavakat és mellettük zárójelben feltüntették az orosz megfelelőiket. Ebben a szakaszban került sor a különböző terminológiai szókincsek megalkotására. Az új szavak alkotásánál igyekeztek népnyelvi szavakat a köznyelvbe bevonni vagy régen elfeledett szavakat visszahozni a köztudatba.

#### Párhuzamos szóhasználat
Napjainkban a nyelvújításnak is köszönhetően vannak új udmurt szavak, de él még a közhasználatban az orosz szó is, így egyszerre is fordulhatnak elő olyan szavak mint például (orosz) врач [vrɑʨ] és az (udmurt) эмъясь [emjɑs̡] ’orvos’, vagy az (orosz) город [gorod] és az (udmurt) кар [kɑr] ’város’.

### Az udmurt nyelv kutatása
Az udmurt nyelv kutatása a 18. század elején kezdődött, amikor megnőtt az érdeklődés a nyelvek hasonlóságának és különbözőségének vizsgálata iránt. Más, gyakorlati okok is növelték a kíváncsiságot az udmurt nyelv iránt: az ortodox egyház térnyerése és a birodalom eredményes kormányzása is szükségessé tette az udmurt nyelv behatóbb ismeretét. A 18. századi kutatók közül elsőként a svéd Philip Johan von Strahlenberg (1676–1747) publikált 29 udmurt szót a Das Nord und Ostliche Theil von Europa und Asia („Európa és Ázsia északi és keleti része” – 1730) című munkájában. Az 1730-as években Gerhardt Friedrich Müller (1705–1783) német tudós több száz csuvas, tatár, mari és még sok más nyelvű szó mellett udmurt szavakat gyűjtött össze, amelyeket Sammlung Russischer Geschichte („Az orosz történelem összefoglalása” – 1758) c. munkájában közölt. Expedíciójának volt tagja Johann Eberhard Fischer (1697–1771), az ő udmurt anyagát a Sibirische Geschichte („Szibéria történelme” – 1768) című munkájában publikálta. Van még néhány udmurt szó Pallas többnyelvű szótárában is (Linguarum totius orbis comparativa – 1787). Az 1770-es években egy Peter Falk nevű orvosprofesszor 19 udmurt szót gyűjtött össze, melyeket később, csak 1824-ben adtak közre. Ezeken kívül több kéziratban maradt udmurt szójegyzék létezik még. A 19. század elején a finn Anders Johan Sjögren (1794–1855) udmurt nyelvi anyagot gyűjtött, melyet a magyar Munkácsi Bernát és a finn Ferdinand Johann Wiedemann (1805–1887) dolgozott fel. Wiedemann kutatásai a 19. század második felének meghatározó kutatásai voltak. A rendelkezésre álló anyagok alapján próbált megbízható és pontos szótárat összeállítani és a nyelvjárásokat is megpróbálta bemutatni. A század 80-as éveiben a helyszínen gyűjtött többek között Max Buch, Borisz Gavrilov, V. Behtyerev, N. G. Pervucsin és I. N. Szmirnov. Közülük Gavrilov neve érdemel említést 1880-as nyelvjárási szógyűjteménye miatt. 1878-ban a finn Torsten Aminoff járt és gyűjtött az udmurtoknál anyagot. A század végén a magyar Munkácsi Bernát tanulmányozta az udmurt nyelvet. Ő többször járt az udmurtoknál. 1891-ben a finn Yrjö Wichmann (1868–1932) jutott el hozzájuk, a külföldi kutatók közül Munkácsi mellett ő a másik nagy név. Egyik nagy műve a Wotjakische Chrestomathie mit Glossar („Votják chrestomathia szószedettel” – 1901).
A világháború, pontosabban 1917 után a finn és magyar nyelvészeknek nem volt lehetőségük eljutni az udmurtokhoz. A terepmunkát innentől az udmurt kutatók végezték. A 20. század második felében a külföldiek dolgát megnehezítette még az a tény is, hogy Udmurtia el volt zárva az idegenek elől, mivel területén jelentős fegyvergyártás folyt. Az utazási lehetőségek csak az 1990-es évek elején nyíltak meg újra a kutatók előtt. Akkor érkezett Izsevszkbe Kozmács István, majd később Tóth Szilárd, akik az Udmurt Állami Egyetem magyar lektorai voltak. Az udmurt nyelv magyarországi kutatói közül a piliscsabai Csúcs Sándor és a pesti Salánki Zsuzsa neve említendő még meg. A magyar-udmurt kulturális kapcsolatokat jól jellemzi, hogy az Udmurt Állami Egyetemen kialakult az állandó magyar lektori pozíció, jelenleg a Külgazdasági és Külügyminisztérium által létrehozott Vendégoktatói Hálózat egyik állomáshelye, itt oktatott Demeter Miklós, Asztalos Erika, Sziráki Zsófia, Selmeczy Soma is. Az udmurt nyelvet évek óta tanítják a Szegedi Tudományegyetemen és az Eötvös Loránd Tudományegyetemen, Finnországban pedig a Helsinki és a Turkui Egyetemen.
Az udmurtok között a nyelv kutatói közül kiemelkedik Kuzebaj Gerd (1898–1941), aki írói munkássága mellett leginkább nyelvújítóként hatott az udmurtra, valamint Gennagyij Dmitrijevics Kraszilnyikov (1928–1975) író. Megemlítendők még Valentyin Kelmakovics Kelmakov (1942–), a helyi egyetem udmurt nyelvi tanszékének vezetője, a fiatalon elhunyt Petir Voroncov, valamint Ivan Tarakanov (1928–2015) és Mihail Gavrilovics Atamanov (1945–), aki az udmurt nyelv kutatása mellett nyelvújítóként is tevékenykedik.
Nemzetközi nyelvészeti és kulturális konferenciák előadásai is foglalkoznak az udmurt nyelvvel, ezek közül kiemelkedik a Permisztika Konferencia, amely kifejezetten az udmurt és más finnugor nyelvek tanulmányozásáról szól. 2020-ban tartják a konferencia XVIII. Nemzetközi Szimpóziumát (https://dialog2020.hu/hu%5B%5D). Ugyanebben az évben nemzetközi hallgatói találkozót (link https://dialog2020.fi/en Archiválva 2021. május 7-i dátummal a Wayback Machine-ben) is rendeznek, amelynek témája az udmurt és más finnugor nyelvek tanításának módszerei és technológiái lesznek.

## Az udmurt és a magyar közötti nyelvrokonság
Az udmurt és a magyar nyelv szókészletét tekintve az Uráli etimológiai szótár (UEW) 259 szót tart közös eredetűnek, függetlenül attól, hogy a hasonlóság mennyire látható. A Magyar szókészlet finnugor elemei (MSzFE) pedig 261 szót említ.

### Az alapszókincsből
| Udmurt             | Magyar                       |
| ------------------ | ---------------------------- |
| ву [vu]            | ’víz’                        |
| ки [ki]            | ’kéz’                        |
| сю [s̡u]            | ’száz’                       |
| суй [suj]          | ’ujj’                        |
| сул [sul]          | ’öl’                         |
| сэп [sep]          | ’epe’                        |
| ма [mɑ], мар [mɑr] | ’mi?’                        |
| кин [kin]          | ’ki?’                        |
| ньöл [ɲəl]         | ’nyíl’                       |
| пель [peʎ]         | ’fül’                        |
| пи [pi]            | ’fiú’                        |
| пу [pu]            | ’fa’                         |
| пал [pɑl]          | ’fél (oldal)’                |
| пилем [piʎem]      | ’felhő, felleg’              |
| вир [vir]          | ’vér’                        |
| вöй [vəj]          | ’vaj’                        |
| кык [kɨk]          | ’két, kettő’                 |
| куинь [kwiɲ]       | ’három’                      |
| ньыль [ɲɨʎ]        | ’négy’                       |
| вить [vit̡]         | ’öt’                         |
| куать [kwat̡]       | ’hat’                        |
| кöй [kəj]          | ’háj’                        |
| кöт [kət]          | ’has’                        |
| кöня [kəɲɑ]        | ’hány (mennyi)’              |
| кузь [kuʒʲ]        | ’hosszú’                     |
| кызь [kɨʒʲ]        | ’húsz’                       |
| лул [lul]          | ’lélek’                      |
| сюлэм [s̡ulem]      | ’szív’                       |
| отын [otɨn]        | ’ott(an)’                    |
| тылы [tɨlɨ]        | ’(madár)toll’                |
| тол [tol]          | ’tél’                        |
| лапег [lɑpeg]      | ’lapos’                      |
| кунул [kunul]      | ’hónalj’                     |
| улэ [ule]          | ’alá’                        |
| уй [uj]            | ’éj’                         |
| йö [jə}            | ’jég’                        |
| син [s̡in]          | ’szem’                       |
| мöля '[məʎɑ]       | ’mell’                       |
| ньылыны [ɲɨlɨnɨ]   | ’nyelni’                     |
| луыны [luɨnɨ]      | ’lenni’                      |
| сылыны [sɨlɨnɨ]    | ’állni’                      |
| кылыны [kɨlɨnɨ]    | ’hallani’                    |
| кулыны [kulɨnɨ]    | ’(meg)halni’                 |
| кулэ [kule]        | ’kell’                       |
| мыныны [mɨnɨnɨ]    | ’menni’                      |
| тодыны [todɨnɨ]    | ’tudni’                      |
| улыны [ulɨnɨ]      | ’élni’                       |
| усьыны [us̡ɨnɨ]     | ’esni’                       |
| удныны [udɨnɨ]     | ’itatni’ (vö. magyar 'adni') |
| пуныны [punɨnɨ]    | ’fonni’                      |
| вурыны [vurɨnɨ]    | ’varrni’                     |
| курыны [kurɨnɨ]    | ’kérni’                      |
| юыны [juɨnɨ]       | ’inni’                       |
| куяны [kujɑnɨ]     | ’hányni’                     |

A rokonnyelvi szavakon túl hasonlóságot eredményeznek a két nyelv között a jövevényszavak, melyek a két nyelv a különvált, saját életében, külön-külön is átvett a szláv és török népektől. A magyar nyelv 233 honfoglalás előtti török jövevényszóval rendelkezik, míg az udmurtban 150–200 bolgár–török jövevényszót tartanak számon. A közösen átvett jövevényszavak között olyanok vannak, mint például a sarló (udm. сюрло [s̡urlo]), béka (udm. бака [baka]) vagy a „bátor” (udm. батыр [batɨr] ’hős’).

## Az udmurt nyelv helyzete ma

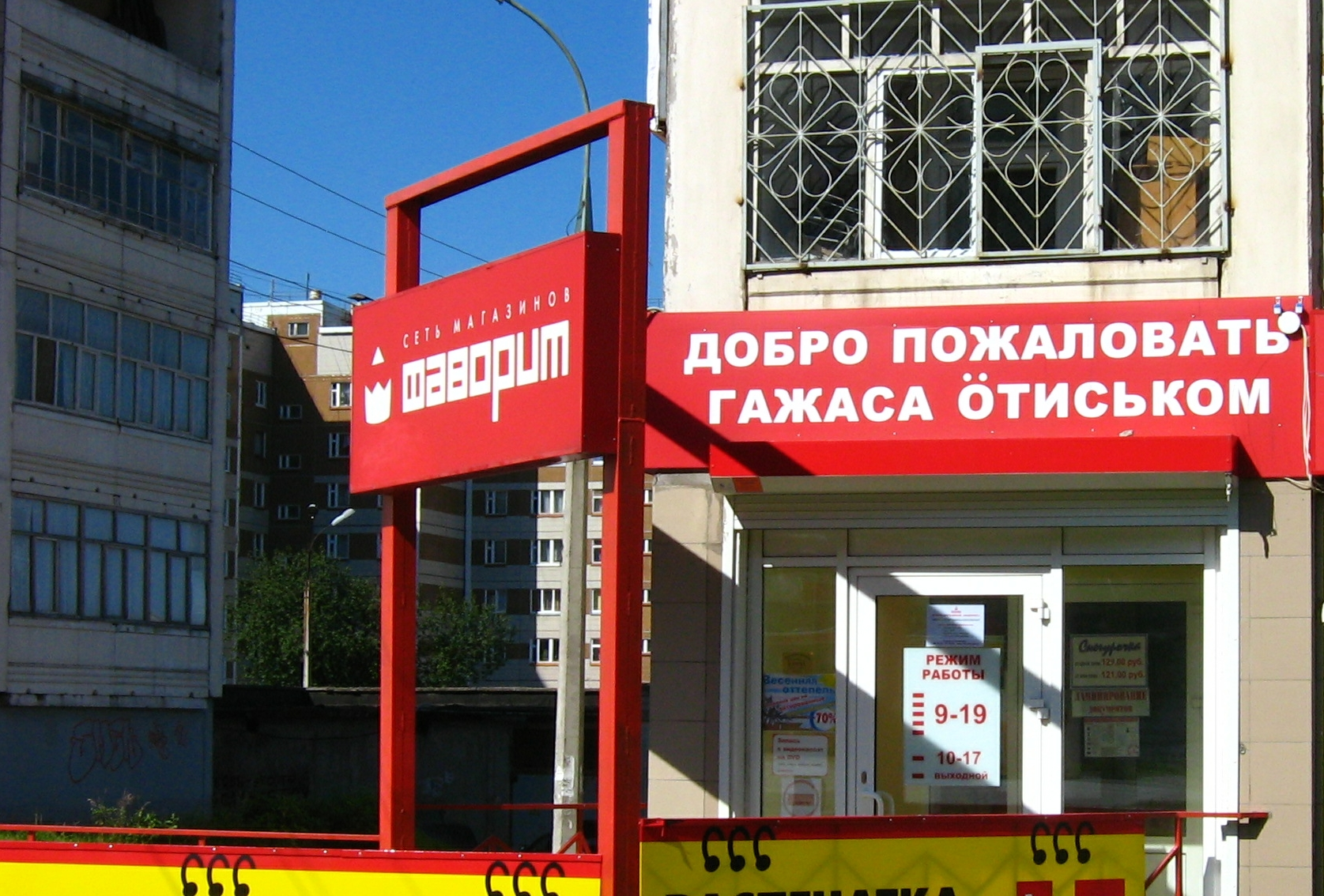
Egy orosz-udmurt kétnyelvű felirat Izsevszkben

Az udmurt nyelv a 20. században – az erős oroszosító politika miatt – leginkább falusi nyelvvé, „konyhanyelvvé” vált, bár néha a fővárosban is lehet udmurt beszédet hallani. Az 1960-as években a fővárosi boltok és szolgáltató egységek feliratai még kétnyelvűek voltak, az 1980-as évek végére egyetlen udmurt nyelvű táblát sem lehetett találni. Az udmurt nyelv jövőjét erősen veszélyezteti az a tény, hogy főleg a fiatalok körében romlott az udmurtul tudók aránya. Ennek a helyzetnek a megváltoztatására Udmurtia kormánya sem törekszik: udmurtul főképp csak az alsó tagozaton lehet tanulni, felső tagozaton az udmurt már csak mint egy tanulható tantárgy szerepel. Mindezek ellenére történnek próbálkozások egy nemzeti elit kiképzésére, az Udmurt Állami Egyetemen lehet udmurt nyelven és udmurt nyelvet tanulni, valamint, ami azért a kormány tevékenységét illeti, az udmurt nyelv az alkotmány 9. §-ában közöltek szerint rögzített állami státusszal rendelkezik. Kozmács István meglátásában úgy tűnik, hogy az értelmiség számára az udmurt nyelv csak az ún. magas kultúra (szépirodalom, népköltészet) tolmácsolására hivatott, a máshol tömegesen kiadott ponyvák, képregények, és hasonló irodalmi alkotások kiadására nem gondolnak. Tisztán udmurt iskolák csak a falvakban vannak, a városokban egyáltalán nincsenek.
2013 novemberében jelent meg udmurt nyelven a Biblia.

### Udmurt sajtó
Rendszeresen, heti három alkalommal megjelenő udmurt nyelvű újság az Удмурт дунне [udmurt duɲːe] „Udmurt világ” (13-20 000-es példányszám). Udmurt nyelvű ifjúsági magazin a (néhány ezer példányszámú) Инвожо [invoʒo], valamint gyerekeknek a havonta megjelenő Кижили '[kiʒili] „Csillag” és a hetente kétszer megjelenő Ӟеч бур [ʥeʨ bur] „Jó napot” (korábbi nevén Дась лу [das̡ lu] „Légy kész”). Irodalmi folyóirat a Кенеш [keɲeʃ] „Tanács” (3000-es példányszám), valamint 1991 óta tanárok számára a 2500 példányszámmal megjelenő Вордскем кыл [Vordskem kɨl] „Anyanyelv”. Ezek a legfőbb udmurt nyelven megjelenő sajtótermékek. Néhány városnak és járásnak van saját udmurt vagy kétnyelvű lapja is.
Izsevszkben működik az egyetlen udmurt könyvkiadó, az Udmurtia. Nem adnak ki sok könyvet, és nehéz is hozzájutni egy-egy udmurt nyelvű könyvhöz a könyvesboltokban. Az írott sajtó mellett létezik udmurt nyelvű rádió- és tv-adás is, melyeknek azonban nem jelentős a műsorideje. A televízióban gyakorlatilag esténként 10-15 perces hírműsorra futja, időnként pedig zenés összeállítások láthatók. A rádióban is hasonló gondokkal küszködnek.

## Példaszöveg
Udmurt:
Шебештьен Марталэсь нимзэ удмурт калык пöлын ӵем уд кылы. Со сярысь öжытгес верасько ӟучъёс но, азвесь куараез быдэс дуннелы тодмо ке но. Та венгер кырӟась нылкышно зэмос калык кырӟанлэсь мур пуштроссэ выльысь усьтӥз, вашкала дунне шöдонэз туала адямиос доры вуттӥз, туннэ нуналлы кулэ луись кариз. Мадьяр калык – кылзэ-бурзэ дунъясь, ортчем сюрессэ, йылолъёссэ тодаз возись калык. Асьмелы трослы дышетсконо вылэм та батыр ӵыжы-выжыосмылэсь.
IPA-átírás:
[ʃebeʃt̡en martales̡ ɲimze udmurt kalɨk pʌlɨn ʧem ud kɨlɨ. so s̡arɨs̡ ʌʒɨtges veras̡ko ʥuʨjos no, azves̡ kβaraʲez bɨdes duɲːelɨ todmo ke no. 
Ta venger kɨrʥas̡ nɨlkɨʃno zemos kalɨk kɨrʥanles̡ mur puʃtrosːe vɨʎɨs̡ us̡tiz, vaʃkala duɲːe ʃʌdonez tβala ad̡amijos dorɨ vutːiz,
 tunne nunalːɨ kule luis̡ kariz. mad̡ar kalɨk - kɨlze-burze dunjas̡, ortʨem s̡uresːe, jɨloljosːe todaz voz̡is̡ kalɨk. 
as̡melɨ troslɨ dɨʃetskono vɨlem ta batɨr ʧɨʒɨ-vɨʒɨosmɨles̡.]
Magyarul:
Sebestyén Márta neve az udmurt nép körében nem nagyon ismert. Róla még az oroszok is keveset beszélnek, pedig gyönyörű hangja az egész világon ismert. Ez a magyar énekesnő a valódi népdalok mély értelmezését világította meg, a régi világ érzése a mai emberekhez is eljutott, élővé tette a ma számára. A rosszat és jót megbecsülő magyar nép a múlt útjait, hagyományait és emlékezetét megőrző nép. Magunk sokat tanulhatunk ettől a bátor rokonnéptől.
(Forrás: Udmurt dunnye)